# Echipa națională de fotbal a Etiopiei
Echipa națională de fotbal a Etiopiei reprezintă Etiopia în fotbal și este controlată de Federația Etiopiană de Fotbal, forul ce guvernează fotbalul în Etiopia. Echipa joacă meciurile de acasă pe Addis Ababa Stadium din Addis Ababa.
A fost una dintre cele trei echipe (alături de Egipt și Sudan), care a participat la ediția inaugurală a Cupei Africii pe Națiuni din 1957. Etiopia a câștiga competiția când a fost gazdă în 1962.

### Campionatul Mondial
- 1930 până la 1954 - Nu a participat
- 1958 - A participat, dar nu a fost acceptată de FIFA
- 1962 - Nu s-a calificat
- 1966 - Nu a participat
- 1970 până la 1986 - Nu s-a calificat
- 1990 - Nu a participat
- 1994 - Nu s-a calificat
- 1998 - Nu a participat
- 2002 până la 2006 - Nu s-a calificat
- 2010 - Descalificată

### Cupa Africii
| - 1957 - Locul doi - 1959 - Locul trei - 1962 - Campioni - 1963 - Locul patru - 1965 - Faza grupelor - 1968 - Locul patru - 1970 - Faza grupelor - 1972 până la 1974 - Nu s-a calificat - 1976 - Faza grupelor - 1978 până la 1980 - Nu s-a calificat - 1982 - Faza grupelor - 1984 - Nu s-a calificat - 1986 - S-a retras - 1988 - S-a retras în timpul calificărilor - 1990 - Nu s-a calificat - 1992 - S-a retras în timpul calificărilor - 1994 până la 1998 - Nu s-a calificat - 2000 - S-a retras - 2002 până la 2008 - Nu s-a calificat - 2010 - Descalificată |